# Bartimaeustrilogin
Bartimaeustrilogin är en serie om tre fantasyböcker, skrivna av den brittiske författaren Jonathan Stroud. Böckerna har fått flera utmärkelser, bland annat 2004 Best Books for Young Adults Top Ten Pick.
Böckerna har tre huvudpersoner: den 5 000 år gamla djinnen Bartimeus, trollkarlslärlingen Nataniel och den ofrälse flickan Kitty. Serien utspelar sig i ett London som påminner om vårt, men som inte är lika utvecklat. Trots att serien utspelar sig någon gång runt slutet av 1900-talet och början av 2000-talet lever man enkelt. Majoriteten av befolkningen jobbar i fabriker. Man har visserligen el men inga moderna uppfinningar, som datorer och mobiltelefoner. Kommunikation sköts huvudsakligen med hjälp av demoner. Demonerna är de viktigaste i hela boken. De största magikerna är också de största politikerna som med hjälp av sina demonslavar skaffar sig makt.

## Böckerna

### Amuletten från Samarkand
Amuletten från Samarkand publicerades 2003.

#### Handling
När Bartimeus, en 5000 år gammal djinn frammanas, av en tolvåring väntar han sig bara att behöva framföra några enkla trick. Men Nataniel som är ett underbarn har hämnd i tankarna och beordrar Bartimeus att stjäla Amuletten från Samarkand. Vad varken Nataniel eller Bartimeus har räknat med att amuletten ingår i en komplott i att störta regeringen och de tvingas nu kämpa för att stoppa komplotten och för sin egen överlevnad.

### Golems Öga
Golems Öga publicerades 2004.

#### Handling
I bok nummer två har Nataniel stigit i rang bland magikerna i London, men han har många fiender omkring sig. Samtidigt operar en rebellrörelse med namnet Motståndrörelsen i London för att störta magikerna. När en mystisk varelse skapar kaos i London måste Nataniel än en gång åkalla Bartimeus för att rädda sitt skinn.

### Magikerns Port
Magikerns port publicerades 2005.

#### Handling
Nataniels har gjort karriär och sitter nu i regeringen. Bartimeus däremot har det inte lika bra, Nataniel utnyttjar honom hänsynslöst. Samtidigt lever flickan Kitty från motstånsrörelsen under falsk identitet, men hon har ännu inte gett upp tanken att besegra magikerna. Dessa tre tvingas motvilligt samarbeta mot en ny och fruktansvärd fiende.